# Имеретинска низија
Имеретинска низија (рус. Имеретинская низменность) представља пространу алувијалну раван смештену између поречја река Мзимта на северу и Псоу на југу те црноморске обале на западу, у југозападном делу Краснодарског краја Руске Федерације. Највећи део низије административно припада подручју града Сочија.
Низија представља мочварни систем површине око 1.300 хектара који је због своје специфичности проглашен заштићеном природном зоном још у доба царске Русије 1911. године. Низија је важно орнитолошко подручје од међународног значаја. Мочварно подручје је угрожено интензивном урбанизацијом, а посебно су угрожени нижи делови низије ближи приморју чије мочваре су исушене насипањем до три метра дебелог слоја шљунка и песка.
У приморском делу низије налази се комплекс спортских објеката намењених Зимским олимпијским играма 2014. чији домаћин је управо град Сочи. На ушћу реке Мзимте за време трајања игара постављена је карго лука Имеретински која ће после Игара бити преображена у марину за јахте и мање бродице..
На територији низије налазе се и остаци ранохришћанске базилике с краја IX и почетка X века, а који ће бити претворени у музеј..